# Daniel Purvis
Daniel Scott Purvis (Crosby, 13 novembre 1990) è un ex ginnasta britannico, ritiratosi il 18 febbraio 2019.

## Palmarès
- Giochi olimpici

Londra 2012: bronzo nel concorso a squadre.
- Mondiali

Rotterdam 2010: bronzo nel corpo libero.
Glasgow 2015: argento nel concorso a squadre.
- Europei

Birmingham 2010: argento nel concorso a squadre, bronzo nel corpo libero.
Berlino 2011: bronzo nel concorso individuale completo.
Montpellier 2012: oro nel concorso a squadre.
Sofia 2014: argento nel concorso a squadre, bronzo nel corpo libero.
Montpellier 2015: bronzo nel concorso individuale completo.
Berna 2016: argento nel concorso a squadre.
- Giochi del Commonwealth

Glasgow 2014: oro nelle parallele simmetriche, argento nel concorso a squadre, bronzo negli anelli.
Gold Coast 2018: bronzo nel concorso a squadre e nel corpo libero.